# Tayisung Khan Toghtoa Bukha
 (août 2016).
Si vous disposez d'ouvrages ou d'articles de référence ou si vous connaissez des sites web de qualité traitant du thème abordé ici, merci de compléter l'article en donnant les références utiles à sa vérifiabilité et en les liant à la section « Notes et références ».
Tayisung Khan, (en écriture mongole:ᠳᠠᠶᠢᠰᠤᠩ Mongolian: Тайсун хаан; en Chinois: 岱總汗), né Toghtoa Bukha (Chinois: 脫脫不花) ou Tayisung Khan Toghtoa Bukha, est un khagan des Mongols de la dynastie Yuan du Nord. Il a régné de 1433 à 1452.

## Famille
Toghtoa Bukha était le fils aîné d'Ajai, lui même fils d'Elbeg Khan (mort en 1399) et d'Öljeitü la Belle. Toghtoa Bukha avait deux frères plus jeunes, Agbarjin et Mandoul. Alors qu'il errait avec ses frères dans l'ouest de la Mongolie, Toghtoa Bukha rencontra le fils et successeur de Mahamud, Toghan Taishi des Quatre Oirats. Ce dernier l'a marié à sa fille et a voulu l'utiliser comme pion. Les Oirats ont couronné Toghtoa Bukha comme leur propre khagan en 1433. Cela a abouti à une demi-décennie d'existence simultanée entre deux khans soutenus par des clans mongols opposés.

### Descendance
On lui connait trois épouses qui lui donnèrent six enfants :
1. Une princesse Oirat, fille de Toghan taishi;
  - Abdan
2. Attagana, de la maison de Khorlad;
  - Molon Khan
3. Samar taifu;
  - Markörgis
4. (concubine?)
  - Ili taishi.
  - Dali taishi. tous deux seulement mentionnés.

## Biographie

### Arrivée au pouvoir et règne
Toghtoa Bukha Khan est un dirigeant ambitieux, qui aspire à acquérir un réel pouvoir et à retrouver l'ancienne gloire de la dynastie Yuan. Ses ambitions mènent inévitablement à un conflit d'intérêts avec de puissants nobles de l'Oïrat. Bien que les Oïrats partagent la même ambition de retrouver la gloire de Gengis Khan avec le nouveau khan, ils sont bien conscients de l'éclatement politique de l'empire mongole. Ils cherchent d'abord à faire la paix avec la dynastie Ming. Les seigneurs Oïrats ne proclament donc pas officiellement leur chef Khan, afin de ne pas susciter une trop grande méfiance. Ils obtiennent ainsi l'aide de la cour des Ming pour vaincre Adai Khan du Khorchin, tué en 1438.
En 1439, Toghon installe Toghtoa Bukha en tant que Khagan des Mongols de l'Est, sous le nom de Bogd Khagan Taisun du Yuan du Nord, devant les huit yourtes blanches de Gengis Khan. Taisun Khan estime que les Ming sont déjà assez faibles pour être renvoyés et proclame ouvertement la dynastie des Yuan avec lui même (Taisun ou Taizong), un geste soutenu par la plupart des Mongols, à l'exception des Oïrats, qui estimaient qu'il leur fallait plus de temps pour consolider leurs acquis. Les positions des Ming sont en effet trop faibles en ces terres pour susciter le soutien des populations mongoles, comme avait pu le faire le défunt Empereur Yongle dans le passé. On peut voir un élément de désapprobation des Ming dans le nom qu'ils donnent au souverain, Taisun Khan du Yuan du Nord au lieu de Taizong (太宗) du Grand Yuan.
Après la mort de Toghan, Taisun Khan fit taishi le fils de Toghan Esen Taishi, et jinong son jeune frère Agbarjin[réf. nécessaire].
Sous le règne de Taisun Khan, Esen Taishi subjugue les Jurchens en Mandchourie, le royaume de Kara Del autour de la ville de Hami, et les Uriankhais (Tuvans) en Sibérie.

### Conflit avec les Ming de Chine
En dépit de ses ambitions, Taisun Khan est encore beaucoup plus enclin à entretenir des relations pacifiques avec la Chine Ming que son commandant Esen. Il a gardé une relation amicale avec le tribunal Ming. Son taishi, Esen, est encore plus ambitieux, et cherche à restaurer la gloire de l'Empire mongol en nom et en territoire. Esen porte d'abord son attention sur l'oasis de Hami où règne l'allié des Ming, prince de Borjigin, descendant de Chagatai Khan. Les raids répétés et les menaces d'Esen le forcent à se rendre en 1448.
Esen attaque ensuite la région du Gansu où se trouvent les États satellites mongols des Ming, connus collectivement sous le nom de Trois Gardes. La garde de Fuyu a été forcée de fuir, et Esen nomme son propre gouverneur dans la région. Taisun Khan dirige personnellement l'attaque de la garde de Taining. Par la suite, Esen pille également la garde de Doyin Uriankhai, la forçant à se rendre. Avec la soumission des Trois Gardes, la dynastie Yuan renaissante devient alors une menace directe pour Ming.
Lorsque les Ming récusent aux Mongols leur demande d'autoriser d'autres envoyés mongols en Chine et une princesse chinoise, Esen décide d'envahir les Ming. Taisun Khan manifeste son inquiétude et ne soutient pas Esen dans un premier temps. Cependant, il est incité à mener la force d'Uriankhais, la plus orientale, à Liaodong en 1449. Il assiège la ville et ravage ses faubourgs pendant quarante jours, lorsqu'Esen écrasa les armées Ming en route vers Pékin.
Après avoir vaincu l'armée Ming pendant la crise de Tumu et capturé l'empereur Zhengtong, les Mongols reviennent au nord. Taisun Khan traite l'empereur capturé avec bonté. Après s'être rendu compte que les Ming ne paieraient pas de rançon pour l'empereur capturé, l'empereur Zhengtong est finalement rendu en 1450.